# Hylopetes phayrei
Hylopetes phayrei är en däggdjursart som först beskrevs av Edward Blyth 1859.  Hylopetes phayrei ingår i släktet Hylopetes och familjen ekorrar. Internationella naturvårdsunionen kategoriserar arten globalt som livskraftig.
Inga underarter finns listade i Catalogue of Life. Wilson & Reeder (2005) skiljer mellan två underarter.
Arten blir 145 till 195 mm lång (huvud och bål) och den har 30 till 36 mm långa bakfötter. Pälsen på ovansidan bildas av hår som är mörkgråa till svarta nära roten och ljus gråbruna till bruna på spetsen vad som ger en gråbrun pälsfärg. Undersidans päls är ljusare gråbrun och bakom varje öra finns en vit fläck. Svansen liknar en morot i formen. Den är täckt av gråbrun till kanelbrun päls som blir mörkare vid slutet. Liksom hos andra flygekorrar finns en flygmembran.
Denna flygekorre förekommer i Sydostasien från södra Kina och Myanmar till centrala Vietnam och norra Malackahalvön. Två avskilda populationer finns längre norrut i Kina. Arten hittas även på Hainan. Den vistas i låglandet och i bergstrakter upp till 1500 meter över havet. Habitatet utgörs av olika slags skogar.
Individerna är aktiva på natten och vilar på dagen i trädens håligheter. De äter frukter.